# Druk Desi
Druk Desi (bhutanisch འབྲུག་སྡེ་སྲིད་ Wylie brug sde-srid; auch: Deb Raja von Hindi देवराज Devaraja, deutsch ‚Gott-König‘) war der Titel des säkularen (administrativen) Herrschers von Bhutan unter dem doppelten Herrscher-System (tibetisch ཆོས་སྲིད་གཉིས་ Wylie chos-srid-gnyis) vom 17. bis zum 19. Jahrhundert. Unter diesem System war die Regierungsgewalt unter einer säkularen und einer religiösen Administration aufgeteilt, wobei beide der nominellen Autorität des Zhabdrung Rinpoche unterstanden.

## Name
Druk bedeutet ‚Donnerdrache‘ und bezieht sich auf das Nationalsymbol, genauso, wie Bhutan in der Eigenbezeichnung Druk-yul genannt wird. Desi bedeutet ‚Regent‘. Der Druk Desi war der höchste säkulare Beamte in diesem Regierungssystem.

## Geschichte
Amt und Titel wurden von dem Zhabdrung Rinpoche, Ngawang Namgyal im 17. Jahrhundert im Zuge der Einrichtung des Chos-srid-gnyis geschaffen. Nachdem Ngawang Namgyal vor der Verfolgung seiner Sekte in Tibet geflohen war, begründete er die Drugpa-Kagyü-Schula als Staatsreligion. Unter dem bhutanesischen System waren die Kompetenzen der Regierung zwischen der religiösen Administration unter Leitung des Je Khenpo der Drukpa-Kagyü sowie einer zivilen Administration unter der Leitung des Druk Desi aufgeteilt. Beide, Je Khenpo und Druk Desi, unterstanden nominell der Autorität des Zhabdrung Rinpoche, einer Reinkarnation von Ngawang Namgyal.
Der Druk Desi war entweder ein buddhistischer Mönch oder ein buddhistischer Laie, wobei er im 19. Jahrhundert gewöhnlich ein Laie war; Er wurde anfangs von einem monastischen Konzil für eine Amtszeit von drei Jahren gewählt. Diese Aufgabe übernahm später das Lhengye Tshokdu (Staatsrat). Das Lhenge Tshokdu war ein zentrales Verwaltungsorgan, zu dem regionale Fürsten, die Chamberlains des Zhabdrungs, sowie der Druk Desi angehörten. Mit der Zeit entwickelte sich der Druk Desi zu einem Amt unter der politischen Kontrolle der einflussreichsten Faktion des Staatsrates. Der Zhabdrung war Staatsoberhaupt und die höchste Autorität in religiösen und bürgerlichen Fragen.
Der Sitz der Zentralregierung war die meiste Zeit des Jahres in Thimphu, in der Klosterburg (Dzong) aus dem 13. Jahrhundert. Im Winter war die Hauptstadt Punakha, eine Dzong nordöstlich von Thimphu, die 1527 erbaut wurde. Das Königreich war in drei Regionen eingeteilt: Ost, Zentral und West, welche jeweils einen eigenen ernannten Penlop (Gouverneur) hatten, der jeweils in einem wichtigen Dzong in der Region seinen Sitz hatte. Die Distrikte wurden von Dzongpens (Distrikt-Beamten) verwaltet, die ihren Sitz in kleineren Dzongs hatten. Die Penlop waren eine Kombination von Steuereintreibern, Richtern, militärischen Kommandanten und ausführenden Beamten für die Zentralregierung. Ihre Haupteinnahmen kamen aus dem Handel zwischen Tibet und Indien und aus Grundsteuern.
Man sagt, dass der Tod von Ngawang Namgyal 1651 etwa 50 Jahre lang geheim gehalten wurde, da die Autoritäten seine Reinkarnation als Nachfolger suchten. Zunächst funktionierte das System. Der Druk Desi steigerte jedoch nach und nach seine Macht und herrschende Spannungen entluden sich in Aufständen. Als endlich eine Reinkarnation gefunden war, war der Druk Desi nicht Willens seine Macht wieder zu teilen und auch der Zhabdrung verlor nach und nach seinen Einfluss. Gleichzeitig verlor aber auch der Druk Desi die Kontrolle über die lokalen Herrscher und Penlop. Damit zerfiel das Land in mehrere halb-unabhängige Regionen unter der Kontrolle der Penlops. In der Praxis war auch der Zhabdrung  oft ein Kind unter der Kontrolle des Druk Desi und regionale Penlop herrschten in ihren Distrikten oft ohne Rücksicht auf den Druk Desi.
Die moderne Verfassung von Bhutan von 2008 bestätigte die Verpflichtung auf das Doppelte Herrscher-System. Der Titel des „Druk Desi“ erscheint jedoch nicht mehr in der Verfassung und alle administrativen Kompetenzen sind dem Druk Gyalpo und bürgerlichen Behörden direkt übertragen. Darüber hinaus ernennt der Druk Gyalpo den Je Khenpo auf Empfehlung der Fünf Lopons (Gelehrten Meister) und die demokratische Verfassung selbst ist das oberste Gesetz im Land, im Gegensatz zu der absoluten Macht des Zhabdrung.